# Zgornja Selnica
Zgornja Selnica este o localitate din comuna Selnica ob Dravi, Slovenia, cu o populație de 442 de locuitori.